# Маківчук Федір Юрійович
Фе́дір Юрі́йович Маківчу́к (нар. 9 вересня 1912, Кордишівка — пом. 4 грудня 1988, Київ) — український радянський письменник (сатирик і гуморист), журналіст; член Спілки радянських письменників України від 1951 року. Заслужений працівник культури УРСР (з 20.01.1967).

## Життєпис
Народився 27 серпня [9 вересня] 1912 року в селі Кордишівці (тепер Козятинського району Вінницької області) в сім'ї хлібороба. Навчався в семирічці, Бердичівській профшколі. Член ВКП(б) з 1939 року. 1945 року закінчив Київський педагогічний інститут.
Від 1931 року працював газетярем: був відповідальним секретарем газети «Комуна» (Старокостянтинів), заступником редактора, редактором обласної молодіжної газети «Сталінська молодь» (Кам'янець-Подільський, 1938—1940), редактором обласної газети «Ленінська молодь» (Львів, з грудня 1939 року), керівником сектору молодіжного радіомовлення ЦК ВЛКСМ у Москві, відповідальним редактором газети «Молодь України» (листопад 1943 — жовтень 1946).
Упродовж 40 років (від жовтня 1946 до 1986) був головним редактором журналу «Перець». Від 1986 року — персональний пенсіонер республіканського значення в Києві.

Могила Федора Маківчука

Помер в Києві 4 грудня 1988 року. Похований у Києві на Берковецькому кладовищі .

## Твори
Автор збірок фейлетонів, гуморесок, політичних памфлетів:
| - «Здоровенькі були!» (1952), - «І сміх і гріх» (1957), - «Репортаж з того світу» — після подорожі до США (1982), - «Замужем і вдома» (1962), - «Про добре і про зле» (1963), - «Чорт штовхнув» (1964), | - «Любе й нелюбе» (1965), - «Любов і параграф» (1966), - «Голос у жабуринні» (1967), - «Вінегрет з перцем» (1969), - «Анфас і профіль» (1972), - «Штрихи до портретів» (1977), - «Сатира і гумор» — вибрані твори (1982). |

У співавторстві з Павлом Глазовим видав книжки для дітей:
- «Пушок і Дружок» (1957),
- «Зустріч друзів» (1959).

Автор сценарію документального фільму «Співа Україна» (1954, у співавторстві) та мультиплікаційної стрічки «Пригоди Перця» (1960, у співавторстві)

### Перекладацька діяльність
Переклав українською такі твори:
- «Пригоди капітана Врунгеля» (автор А. С. Некрасов)
- «Пригоди Незнайка і його товаришів» (автор М. М. Носов)
- «Незнайко в Сонячному місті» (автор М. М. Носов)
- «Незнайко на Місяці» (автор М. М. Носов)
- «Три товстуни» (автор Ю. К. Олеша)

## Нагороди та премії
- орден Трудового Червоного Прапора — тричі (1961,),
- орден «Знак Пошани» (23.01.1948),
- медалі,
- Почесна грамота Президії Верховної Ради УРСР — двічі (1962,).
- Заслужений працівник культури УРСР (20.01.1967)

Лауреат:
- Всесоюзної літературної премії Спілки журналістів СРСР.
- Республіканської премії імені Ярослава Галана.

### Про Ф. Маківчука
- Ярославцев И. Продолжая традиции. Газ. Неделя, № 48 (924) 1977 г., с. 22-23.
- В журналі "Перець"  № 17 за 1972 р розміщено дружній шарж А. Арутюнянца , з нагоди 60  ліття Ф . Маківчука. [3]